# Michael Fellmann

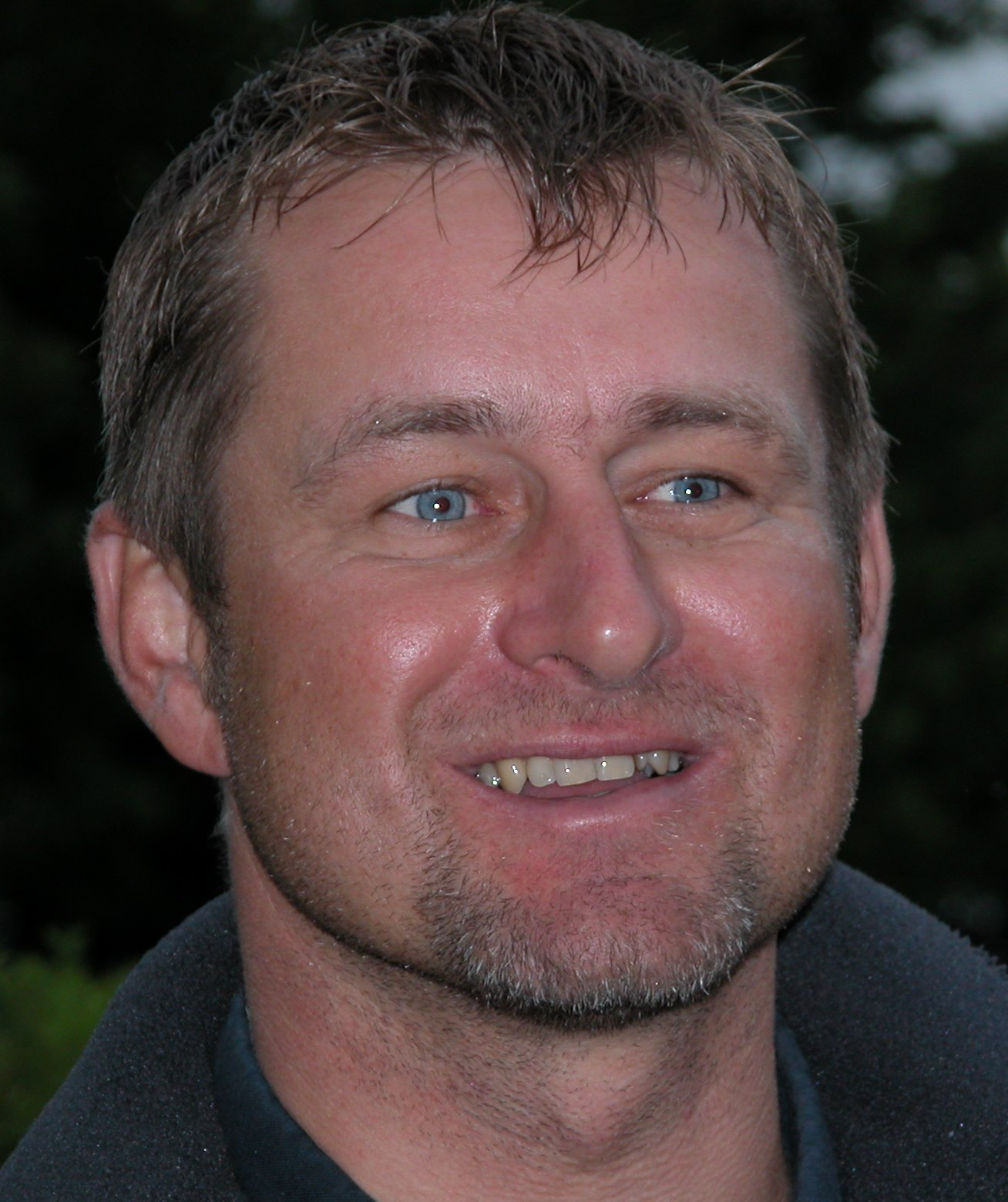
Michael Fellmann 2004

Michael Fellmann, genannt „Michi“, (* 20. Dezember 1969 in Kempten (Allgäu)) ist ein deutscher Segler.

## Leben
Fellmann nahm erstmals im Alter von 12 Jahren an einer Laser-Regatta teil. Mit 14 Jahren begann er Segeln als Leistungssport zu betreiben. Zwischen 1986 und 1988 wurde Fellmann dreimal in Folge Bayerischer Jugendmeister und 1988 Deutscher Vizejugendmeister. Bei der Jugendweltmeisterschaft in Australien errang er 1988 den 10. Platz. Neben seiner sportlichen Laufbahn absolvierte Fellmann zwischen 1985 und 1988 eine Ausbildung zum Maschinenschlosser. 1990 schloss er sich der Sportfördergruppe der Bundeswehr in Sonthofen an und stieg auf die olympische Bootsklasse Finn-Dinghy um.
In dieser Bootsklasse wurde er 1990 Vierter bei den Europameisterschaften in Quiberon. 1994 und 1998 bis 2001 errang er jeweils den Titel eines Internationalen Deutschen Meisters. 2005 gelang es ihm auf dem Steinhuder Meer, gegen 84 Schiffe zum sechsten Mal diesen Titel zu erringen. In den 1990ern folgten zwei siebte (1995 und 1999), ein neunter (1998) und ein zehnter Platz (1997) bei den Weltmeisterschaften, sowie zwei zehnte (1995 und 1996) und ein vierter Platz (1999) bei den Europameisterschaften. 1996 nahm Fellmann in Atlanta erstmals an Olympischen Spielen teil. Für die Olympischen Sommerspiele 2000 in Sydney konnte sich Fellmann qualifizieren.
2002 wurde er bei den Segelweltmeisterschaften in Athen Siebter und sicherte damit dem Deutschen Segler-Verband einen Startplatz für die Olympischen Sommerspiele 2004 an gleicher Stelle. Seine eigene Qualifikation erreichte er mit einem vierten Platz bei der Europameisterschaft 2003. In der vor Athen ausgetragenen olympischen Wettfahrtserie mit elf Durchgängen kam Fellmann mit den Bedingungen überhaupt nicht zurecht und belegte am Ende den 17. Rang. Michi Fellmann lebte in Sulzberg und startete für den Bayerischen Yacht-Club in Starnberg. Er ist verheiratet und Vater von drei Kindern.
An der Sporthochschule in Köln legte er 2006 die Prüfung zum Diplom-Trainer ab. Von Juli 2006 bis September 2011 war er als Bundestrainer am Zentralen Trainingsstützpunkt des Deutschen Segler-Verbandes in Kiel-Schilksee tätig und betreute dort die Disziplinen Windsurfen Frauen, Laser Standard, Match Race Frauen und die Finn-Segler.
Seit Ende 2011 war Michael Fellmann Clubmanager des Deutschen Touring Yacht-Clubs in Tutzing.
Am 1. März 2015 trat Michael Fellmann das Amt des Landestrainers des Bayerischen Seglerverbandes an, das er am 31. März 2017 einvernehmlich mit dem BSV beendete.